# Non lo sappiamo ancora
Non lo sappiamo ancora  è un film del 1999 diretto da Lino D'Angiò, Alan De Luca e Stefano Bambini.

## Trama
Due napoletani che vivono a Milano, Vincenzo si è trasferito fin da piccolo nel capoluogo lombardo ed è felicemente integrato; il secondo è arrivato solo da pochi anni per fare il cantante nel piano bar dello zio e sogna un successo che però tarda ad arrivare.